# Château de la Ragottière (Mayenne)
 (juillet 2025).
Motif : pas de sources récentes / suite Brozouf
- Archive Wikiwix
- Bing
- Cairn
- DuckDuckGo
- E. Universalis
- Gallica
- Google
- G. Books
- G. News
- G. Scholar
- Persée
- Qwant
- (zh) Baidu
- (ru) Yandex
- (wd) trouver des œuvres sur Wikidata

| 1. | Préciser le motif de la pose du bandeau. | Précisez le motif de la pose du bandeau en utilisant la syntaxe suivante : {{admissibilité à vérifier\|date=juillet 2025\|motif=remplacez ce texte par le motif}}                                       |
| 2. | Informer les utilisateurs concernés.     | Pensez à avertir le créateur de l'article, par exemple, en insérant le code ci-dessous sur sa page de discussion : {{subst:avertissement admissibilité à vérifier\|Château de la Ragottière (Mayenne)}} |

Le Château de la Ragottière est un château français situé à Astillé, dans le département de la Mayenne et la région des Pays de la Loire. Il est situé à l'Ouest du bourg.

## Désignation
- Le fief de la Ragotière, 1523 (Lib. fund., t. II ; f. 114).
- La maison seigneuriale de la Ragottière, 1560 (Bibliothèque nationale de France, fr. 26.364).
- La Ragottière, château (Hubert Jaillot).
- Ferme de la Ragottière (Carte de Cassini).

## Histoire
Il s'agissait d'un fief mouvant de Montchevrier. 
Les fiefs d'Entrammes s'étendaient en Saint-Germain-le-Fouilloux, Saint-Jean-sur-Mayenne, Montflours, et autres paroisses, et qui dépendaient primitivement de la châtellenie d'Entrammes, à laquelle des tailles étaient dues à la mi-août par les fiefs de Fouilloux, de Maritourne (Argentré), d'Orenge, de la Marche, de la Ragottière et de Beauvais. Guy XII de Laval acheta les fiefs d'Entrammes, et non la terre et châtellenie d'Entrammes, en 1408, de Jeanne de Mathefelon, avec les châtellenies de Saint-Ouen et de Juvigné. Guy XII de Laval acquiert le domaine du Saint-Ouën-des-Toits en 1408.
On y signale en 1560 « maison seigneuriale avec cours, une motte ancienne close de dosves », et en 1647 « les plesses, garennes et deffenses à connils, soixante journaux de terre, justice et vairie, mesure, épaves, levage de denrées. » 
Le seigneur de la Ragottière semble avoir eu, au moins en fait, la seigneurie de paroisse au XVe siècle et au XVIe siècle ; mais une sentence du siège ordinaire de Laval, du 7 septembre 1679, tout en lui rendant l'usage de son banc dans le chanceau de l'église dont il avait été privé, lui fait défense de se dire patron et fondateur, au préjudice du seigneur de Montchevrier. Il avait au moins le patronage de la chapelle de Rue-Chèvre depuis 1529. 
Le logis actuel, était à la fin du XIXe siècle précédé d'une belle avenue de quatre rangs de hêtres, est entouré d'un jardin anglais, de douves, de canaux d'eau vive, et la motte seigneuriale avait été disposée en forme de labyrinthe.

## Sources et bibliographie
- « Château de la Ragottière (Mayenne) », dans Alphonse-Victor Angot et Ferdinand Gaugain, Dictionnaire historique, topographique et biographique de la Mayenne, Laval, A. Goupil, 1900-1910 [détail des éditions] (BNF 34106789, présentation en ligne)